# 柴山和彦
柴山 和彦（しばやま かずひこ、1952年8月27日 - ）は日本のギタリスト。
兄はギタリストで加山雄三&ハイパーランチャーズのメンバーの柴山好正。

## 来歴
1952年8月27日、神奈川県横須賀市にて出生。
ザ・ベンチャーズの影響を受け、ギターを始める。最初のうちは兄・好正が使っていたクラシック・ギターを触っていた。中学時代から同級生とバンドを組み、どぶ板通りにあるバーで演奏していた。横須賀基地周辺で音楽活動をしていたため、日本人相手に演奏することは少なく、アメリカ人相手の演奏が多かった。
その後自身のバンド、ジュリエットを結成。アルバム「Yokosuka Bay」を発売する。
この頃から東京でロック・フェスティバルに出演することが増え、ワンステップフェスティバルにも出演した。その他の活動では、ガロのバックバンドを務める。
1978年、泉谷しげるのアルバム「’80のバラッド」をきっかけに泉谷のバックバンドである、BANANAに参加する。ベースは吉田建だった。
1980年、沢田研二のバックバンド、オールウェイズに参加する。この年から柴山は40年以上、沢田のバックギターを務めることとなる。
1981年、オールウェイズはメンバー変更を経てエキゾティクスとなり、1984年9月の解散まで活動する。エキゾティクスでは沢田がプロデュースしたオリジナル・アルバム「Library」を1983年10月に発売。柴山は「INNOCENT -STEP ON SHADOW-」「YOU CAN TELL ME HOW」「TONIGHT -BREAK MY HEART-」の3曲で作曲とボーカルを務めた。
1985年からは大沢誉志幸のバックバンドに参加した。
1988年に再び沢田のバックバンドKrís Krínglに参加、翌1989年から引き続き沢田のバックバンドJAZZ MASTERに参加した。以降一貫して沢田のバックギタリストを務めている。
1990年、久宝留理子の1stアルバム「プラスチック・マン・ライフ」を、1991年には2ndアルバム「COOL」の音楽プロデューサーを務めた。
2008年、沢田の還暦記念で京セラドーム大阪と東京ドームで開催された人間60年・ジュリー祭りに参加。6時間半で82曲を演奏した。
2018年から、沢田のコンサートのバック演奏を、柴山のギターのみの体制に変更。2020年の沢田のシングル「Help! Help! Help! Help!」では沢田と共にダブルクレジットで名前が載っている。沢田と柴山の2人だけのステージ体制は2021年まで続いた。
2024年11月7日の公演をもって、約40年務めた沢田のバックを離れた。
その他、和田アキ子、松田聖子、中森明菜、山下久美子、小林克也＆ナンバーワンバンドなど、多数のアーティストのライブ、レコーディングに参加している。

## 提供曲
- 沢田研二
  - 天使に涙は似合わない（2007年、アルバム「生きてたらシアワセ」）
  - やわらかな後悔（2008年、アルバム「ROCK'N ROLL MARCH」）
  - Smash the Rock（2009年、ミニアルバム「Pleasure Pleasure」）
  - 若者よ（2010年、ミニアルバム 「涙色の空」）
  - F.A.P.P（2012年、ミニアルバム 「3月8日の雲」）
  - Fridays Voice（2013年、ミニアルバム「Pray」）
  - 東京五輪ありがとう（2014年、ミニアルバム「三年想いよ」）
  - 涙まみれFIRE FIGHTER（2015年、ミニアルバム「こっちの水苦いぞ」）
  - 福幸よ（2016年、ミニアルバム「un democratic love」）
  - グショグショ ワッショイ（2018年、ミニアルバム「OLD GUYS ROCK」）
  - ロイヤル・ピーチ（2018年、ミニアルバム「OLD GUYS ROCK」）
  - 根腐れpolitician（2019年、シングル「SHOUT!」）
  - Help! Help! Help! Help!（2020年、同名シングル）

- 久宝留理子
  - Hello-Good-bye（1990年、アルバム「プラスチック・マン・ライフ」）
  - とれたての笑顔（1990年、アルバム プラスチック・マン・ライフ）※久宝との共作
  - GOOD MISTAKE（1991年、アルバム「COOL」）